# Krynica (sielsowiet Raków)
Krynica (biał. Крыніца; ros. Криница) – wieś na Białorusi, w obwodzie mińskim, w rejonie wołożyńskim, w sielsowiecie Raków.

## Historia
W czasach zaborów dobra w gminie Radoszkowice, w powiecie wilejskim, w guberni wileńskiej Imperium Rosyjskiego. Własność dziedziczna rodziny Kowalewskich.
W tutejszym majątku urodziła się i spędziła życie polska pisarka i działaczka narodowa Zofia Kowalewska.
W latach 1921–1945 zaścianek a następnie majątek leżał w Polsce, w województwie wileńskim, w powiecie wilejskim, od 1927 roku w powiecie mołodeckim, w gminie Raków a następnie w gminie Radoszkowice, tuż przy granicy ze Związkiem Sowieckim.
Według Powszechnego Spisu Ludności z 1921 roku zamieszkiwały tu 54 osoby, 1 była wyznania rzymskokatolickiego a 53 prawosławnego. Jednocześnie wszyscy mieszkańcy zadeklarowali polską przynależność narodową. Było tu 7 budynków mieszkalnych. W 1931 w 8 domach zamieszkiwało 51 osób.
Wierni należeli do parafii rzymskokatolickiej i prawosławnej w Dubrowej. Miejscowość podlegała pod Sąd Grodzki w Krasnem i Okręgowy w Wilnie; właściwy urząd pocztowy mieścił się w Dubrowej.
W wyniku napaści ZSRR na Polskę we wrześniu 1939 miejscowość znalazła się pod okupacją sowiecką. 2 listopada została włączona do Białoruskiej SRR. Od czerwca 1941 roku pod okupacją niemiecką. W 1944 miejscowość została ponownie zajęta przez wojska sowieckie i włączona do Białoruskiej SRR.